# 善化 (大字)
善化，原稱灣裡，是臺灣臺南市善化區的一個傳統地域名稱，位於該區南部偏西。相較於今日行政區，其範圍大致包括文正里東南端、頂街里不含西北部及東北端、東關里西南端、南關里不含西北端、文昌里不含東北端、坐駕里南端、蓮潭里西南端。

## 歷史
台灣日治初期，善化地區為一（舊制）街庄，稱為「灣裡街」，隸屬於善化里西堡。該街北與曾文庄為鄰，東與座駕庄為鄰，南邊為大營庄、三舍庄、道爺庄、看西庄，西邊為直加弄庄、蘇厝庄、胡厝藔庄。
1901年（日治明治三十四年）11月11日，全台廢縣廳改設二十廳，該街隸屬於臺南廳。1903年（明治三十六年）6月，該街編入「灣裡區」，隸屬於臺南廳。1909年（明治四十二年）10月25日，全台合併二十廳為十二廳，灣裡區仍隸屬於臺南廳。1913年（大正二年）11月4日，善化里東堡、善化里西堡、新化東里轄區調整，該庄仍隸屬於善化里西堡。1920年（大正九年）10月1日，全台地方制度大改正，廢十二廳及堡里改設五州二廳，該街改制並改名為「善化」大字，隸屬於臺南州新化郡善化庄（新制街庄）。1940年（昭和十五年）6月17日，善化庄改制為善化街。
戰後善化街改制為善化鎮，隸屬於臺南縣，大字亦改制為里。1950年雲、嘉、南分治，善化鎮仍隸屬於臺南縣。2010年12月25日，因臺南縣市合併為直轄市臺南市，善化鎮改制為善化區。

## 聚落
本地區發展較早的聚落有灣裡（今善化）、左營（已消失）、右先方（已消失）等，在日治期初期的官方地圖上已有記載。此外，本地區尚有益民寮聚落。

## 交通

### 鐵路
台鐵縱貫線經過本地區東南部凸出部分，並在該部分南側邊界外緣設有南科車站（位於大營地區境內，緊臨本地區邊界）。
台灣高速鐵路以高架方式經過本地區中部偏西地帶，臨近地區未設站。本地區該路線以西部分劃入南部科學園區，最西南端則劃入樹谷液晶電視專業區（樹谷園區）。

### 公路
省道台19甲線是鹽水區鹽水至梓官區赤崁的幹道，經過本地區灣裡（善化）、益民寮兩個聚落。由該道路北行可前往麻豆區、下營區、新營區西部、鹽水區，並止於省道台19線轉角路口；南行可前往新市區、新化區、關廟區、高雄市阿蓮區等地。
市道178號是安南區中崙（實際起點長安）至大內區大匏崙的道路。
區道南137線是善化至三舍的道路。

## 產業
- 南部科學園區：本地區西部不含西南端（木柵港東路及延伸線以西）劃入該園區範圍內。
- 樹谷液晶電視專業區（樹谷園區）：本地區西南端的南半部（木柵港東路以西、木柵港西路以南）劃入該園區範圍內。